# تراسي مور (لاعب كريكت)
تراسي مور (16 ديسمبر 1941 في المملكة المتحدة - 23 يناير 2018) (بالإنجليزية: Tracey Moore)‏ هو لاعب كريكت بريطاني. لعب مع Norfolk County Cricket Club ‏.

## وصلات خارجية
- تراسي مور على موقع إي آس بي آن كريك إنفو (الإنجليزية)